# Zázračné dítě internetu: příběh Aarona Swartze
Zázračné dítě internetu: příběh Aarona Swartze (v originále anglicky The Internet's Own Boy: The Story of Aaron Swartz) je americký dokumentární film z roku 2014 od scenáristy, režiséra a producenta Briana Knappenbergera. Film měl premiéru v soutěžní kategorii amerických dokumentárních filmů na ročníku 2014 filmového festivalu Sundance Film Festival 20. ledna 2014.
Po premiéře na festivalu Sundance Film Festival získaly distributorská práva k filmu společnosti Participant Media a FilmBuff. V USA byl pak film uveden do kin a nabídnut k prohlížení prostřednictvím služeb Video on demand 27. června 2014. Následně byla v plánu na konci roku 2014 premiéra na televizní stanici Pivot patřící společnosti Participant Media.
Film byl promítán také na festivalu South by Southwest 15. března 2014. Byl též zahajovacím filmem ročníku 2014 festivalu Hot Docs Canadian International Documentary Festival 24. dubna 2014.
Premiéra filmu ve Spojeném království proběhla v červnu 2014 na festivalu Sheffield Doc/Fest. V srpnu 2014 byl film promítán v londýnském Barbican Centre jako součást konference Wikimania 2014.
Na Slovensku se film promítal pod názvem Internetový chlapec: Príbeh Aarona Swartza 24. listopadu 2014 na festivalu Jeden svet v Bratislavě. V České republice proběhla premiéra 12. ledna 2015 v brněnském kině Scala v rámci bezplatné akce spolku OpenAlt, jejíž součástí byla i moderovaná diskuze.

## Obsah
Film ukazuje život mladého amerického programátora, spisovatele, politického a internetového aktivisty Aarona Swartze. V úvodu a na konci filmu jsou zařazeny filmové záběry ze Swartzova dětství. Komentář k filmu vypráví postavy ze Swartzova života – mj. jeho matka, bratři a přítelkyně.

## Přijetí
Film obdržel pozitivní reakci od kritiků. Recenzní agregátor Rotten Tomatoes dává filmu hodnocení 91 % na základě hodnocení od 43 kritiků s průměrným hodnocením 7,2/10.
Geoffrey Berkshire ho ve své recenzi pro časopis Variety popsal jako „strhující portrét života a politických přesvědčení dětského internetového mága, které byly předčasně ukončeny jeho sebevraždou na začátku roku 2013.“ John DeFore z The Hollywood Reporter dal filmu pozitivní hodnocení a označil ho za „skvělé a nezasvěceným srozumitelné vyprávění příběhu, který otřásl scénou webových zasvěcenců.“ Katherine Kilkennyová z Indiewire uvedla, že „‚The Internet’s Own Boy‘ se snaží provokovat Kapitol tím, že učí své diváky klást si otázky. Otázky pro respektované vůdce v Silicon Valley — a pro vládu, jejíž politika omezování internetu byla, jak říká jedna z postav filmu, aplikována kladivem, nikoliv skalpelem.“ Ve své recenzi pro The Daily Telegraph ocenila Amber Wilkinsonová film třemi hvězdičkami z pěti a napsala, že „Knappenbergerův film je těžká látka, která využívá především hovořících postav a záběrů ze Swartzova života, aby vyprávěla příběh, který vznáší otázky na stav občanských svobod ve USA.“
V prosinci 2014 byl film zařazen na „krátký seznam“ 15 filmů postupujících do dalšího hlasování soutěže dokumentů na 87. ročníku udělování Cen Akademie.

## Autorská práva
Film je šířen pod licencí Creative Commons Uveďte autora-Nevyužívejte dílo komerčně-Zachovejte licenci 4.0 (CC BY-NC-SA 4.0) a je dostupný on-line.